# عرقون خشن
عرقون خشن (الاسم العلمي:Euphrasia scabra) هي نوع نباتي يتبع جنس العرقون من الفصيلة الجعفيلية.  